# Przynależności
Przynależności – zgodnie z definicją ustawową zawartą w Kodeksie cywilnym, przynależnościami są rzeczy ruchome (samoistne, niebędące elementami innych rzeczy) potrzebne do korzystania z innej rzeczy (rzeczy głównej) zgodnie z jej przeznaczeniem i pozostające z nią w faktycznym związku odpowiadającym temu celowi (np. kluczyki do samochodu; są rzeczą ruchomą i są związane z samochodem w ten sposób, że pozwalają do niego wejść i uruchomić silnik, a tym samym umożliwiają korzystanie z niego zgodnie z przeznaczeniem). Przez pozbawienie przynależności faktycznego związku z rzeczą główną przynależność nie traci swego charakteru (kluczyki nie przestaną być przynależnością samochodu jeśli wyjmiemy je z zamka lub stacyjki i schowamy je do szuflady w biurku).
Przynależnością nie może być rzecz nie należąca do właściciela rzeczy głównej. Jedna rzecz główna może mieć kilka przynależności, ale jedna przynależność nie może mieć wielu rzeczy głównych. Możliwy jest tzw. kilkustopniowy związek przynależności (a polega on na tym, że przynależność może być rzeczą główną dla innych przynależności).
Czynność prawna, której przedmiotem jest rzecz główna, odnosi skutki także względem przynależności (chyba że inaczej stanowi przepis szczególny lub treść czynności prawnej). Oznacza to tyle, że rzeczy główne uczestniczą w obrocie prawnym razem ze swymi przynależnościami (art.52 KC). Jednak norma ta ma charakter względnie wiążący, więc jeżeli strony postanowią inaczej, przynależność niekoniecznie musi dzielić los prawny rzeczy głównej.